# 来护儿
来护儿（6世纪—618年4月11日），字崇善，江都人，隋朝武将。

## 生平
来护儿是东漢中郎将来歙十八世孫，曾祖来成是北魏新野县侯，后归附南梁，迁居到广陵郡，因此在当地安家，最终官至六合县县令。祖父来嶷是南梁步兵校尉、秦郡太守、长宁县侯，父亲来法敏在南陈最终官至海陵县县令。来护儿还没识字的时候就成了孤儿，被伯母吴氏抚养。读《诗经》，感嘆书中的“擊鼓其鏜、踊躍用兵”、“羔裘豹飾、孔武有力”，感叹“大丈夫在世当如是。会为国灭贼以取功名，安能区区久事陇亩！”
护儿長大后，将侯景之乱时殺害他伯父的陶武子杀死，首級祭于伯父墓前。後住在長江岸边的白土村。581年，賀若弼駐屯广陵，以来护儿为間諜，因功任大都督。588年，隋朝对陳征战，来护儿因功進位上開府。590年，高智慧乱起，来护儿跟随楊素到浙江攻打高智慧。高智慧沿岸布陣，绵延百里固守。来护儿率数百人敢死隊上岸，直接襲擊敵陣，擊破之。高智慧出逃海上，来护儿追擊到泉州。進位大将軍、任泉州刺史。高智慧残党盛道延侵犯州境，来护儿進擊大破之。跟从蒲山公李宽大破黟州、歙州的汪文進，進封柱国。603年，任瀛州刺史，賜爵位黄县公，受邑三千户，加上柱国，任右禦衛将軍。
隋煬帝即位，来护儿任右驍衛大将軍，受皇帝親任。610年，煬帝巡幸江都，来护儿跟从，賜織物千段、牛酒。来护儿参先祖之墓，与父老宴会，可谓衣锦还乡。数年後，转任右翊衛大将軍。612年，第一次遠征高句麗，来护儿任平壤道行軍总管，率楼船从東莱渡黄海，在浿水（今大同江）距平壤六十里之地登陸，擊破高句麗王高元之弟高建率领的軍队，逼近平壤城下。知道宇文述率领的隋軍本隊敗北後，返軍。613年，第二次遠征高句麗，来护儿率軍再渡東莱，楊玄感在黎陽乱起，和宇文述回军討伐。封荣国公，受邑二千户。614年，第三次遠征高句麗，来护儿率軍渡海，在遼東半島畢奢城（卑沙城）登陸，擊破高句麗軍，斬首千人。高句麗王高元将隋朝叛臣斛斯政献于遼東城下，表示愿意降伏。煬帝准許，命来护儿返軍。来护儿無视命令，想继续征战，但長史崔君肅反对，諸将也赞同返軍，最后还是撤退。617年，進左翊衛大将軍、開府儀同三司。618年，宇文化及在江都发动政变，来护儿和煬帝一起被殺害。

## 家庭
来护儿有子12人
- 長子来楷，因父軍功，封为散騎郎、朝散大夫
- 来渊[1]
- 五子来弘，進封果毅郎将、金紫光禄大夫
- 六子来整，有勇猛名，为武賁郎将、右光禄大夫
- 幼子来恒、来济在宇文化及之乱幸免于難，后来成为唐朝的宰相。来护儿有一后人，后为长生禅寺僧，法号本智。

## 传記資料
- 《隋書》卷六十四·列传第二十九
- 《北史》卷七十六·列传第六十四

## 外部連結
[在维基数据编辑]
 《北史·卷076》，出自李延壽《北史》
 《隋書·卷64》，出自魏徵《隋书》

1. ↑  《资治通鉴·第一百八十二卷·隋纪六》：韩擒虎子世咢、观王雄子恭道、虞世基子柔、来护儿子渊、裴蕴子爽、大理卿郑善果子俨、周罗睺子仲等四十馀人皆降于玄感，玄感悉以亲要重任委之。善果，译之兄子也。